# Эстампюр
Эстампю́р (фр. Estampures, окс. Estampuras) — коммуна во Франции, находится в регионе Юг — Пиренеи. Департамент — Верхние Пиренеи. Входит в состав кантона Три-сюр-Баиз. Округ коммуны — Тарб.
Код INSEE коммуны — 65170.

## География
Коммуна расположена приблизительно в 630 км к югу от Парижа, в 100 км западнее Тулузы, в 24 км к северо-востоку от Тарба.
На востоке коммуны протекает река Буэс.

## Климат
Климат умеренно-океанический с солнечной тёплой погодой и обильными осадками на протяжении практически всего года.

## Население
Население коммуны на 2010 год составляло 78 человек.
| 1962 | 1968 | 1975 | 1982 | 1990 | 1999 | 2010 |
| ---- | ---- | ---- | ---- | ---- | ---- | ---- |
| 145  | 129  | 99   | 101  | 100  | 77   | 78   |

## Администрация
| Период | Период | Фамилия     | Партия | Примечания |
| ------ | ------ | ----------- | ------ | ---------- |
| 1989   | 2020   | Ремон Дюлак |        |            |

## Экономика
В 2010 году среди 55 человек трудоспособного возраста (15-64 лет) 44 были экономически активными, 11 — неактивными (показатель активности — 80,0 %, в 1999 году было 78,3 %). Из 44 активных жителей работали 42 человека (25 мужчин и 17 женщин), безработных было 2 (2 мужчин и 0 женщин). Среди 11 неактивных 2 человека были учениками или студентами, 6 — пенсионерами, 3 были неактивными по другим причинам.

## Фотогалерея

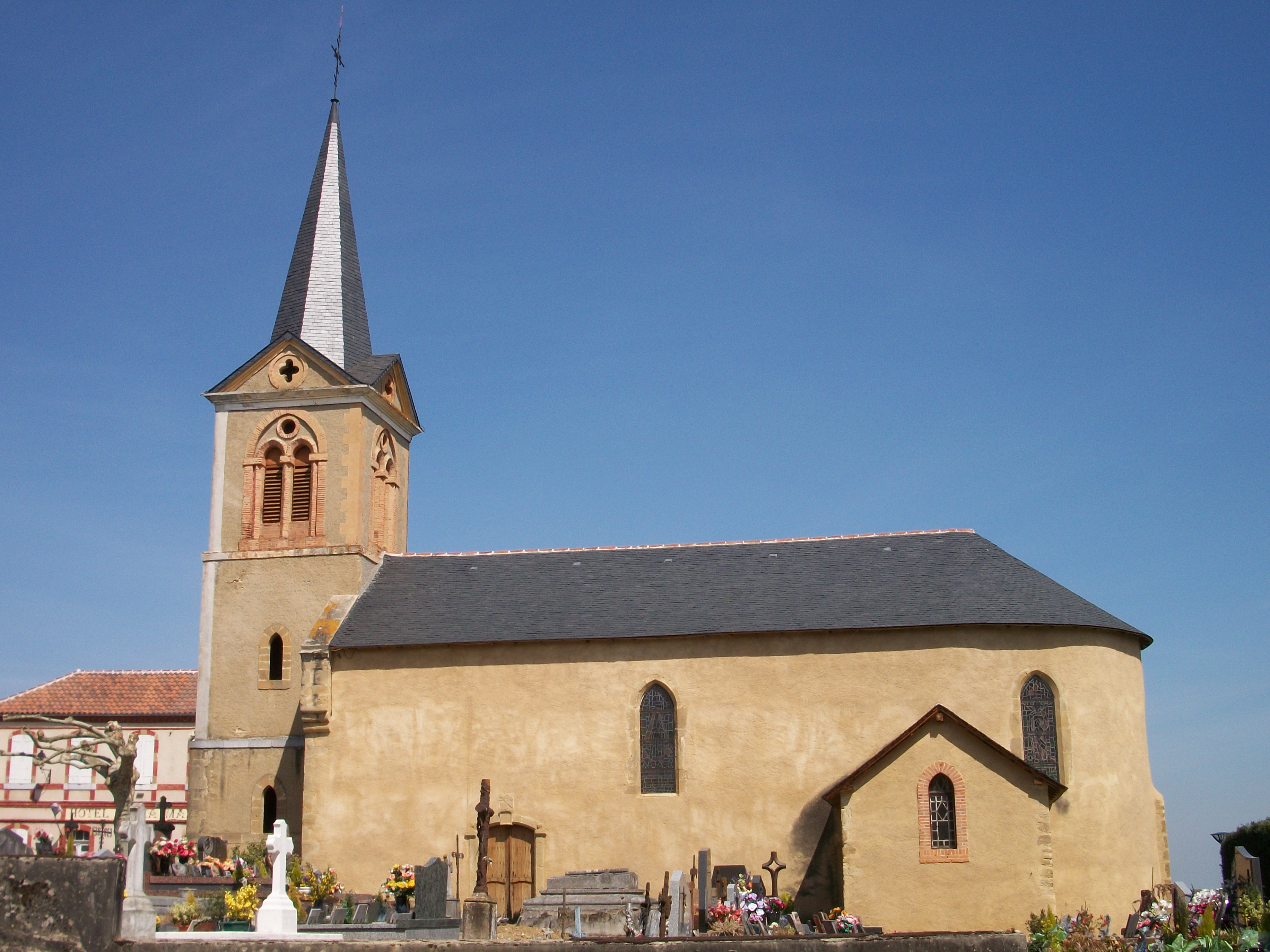
Церковь
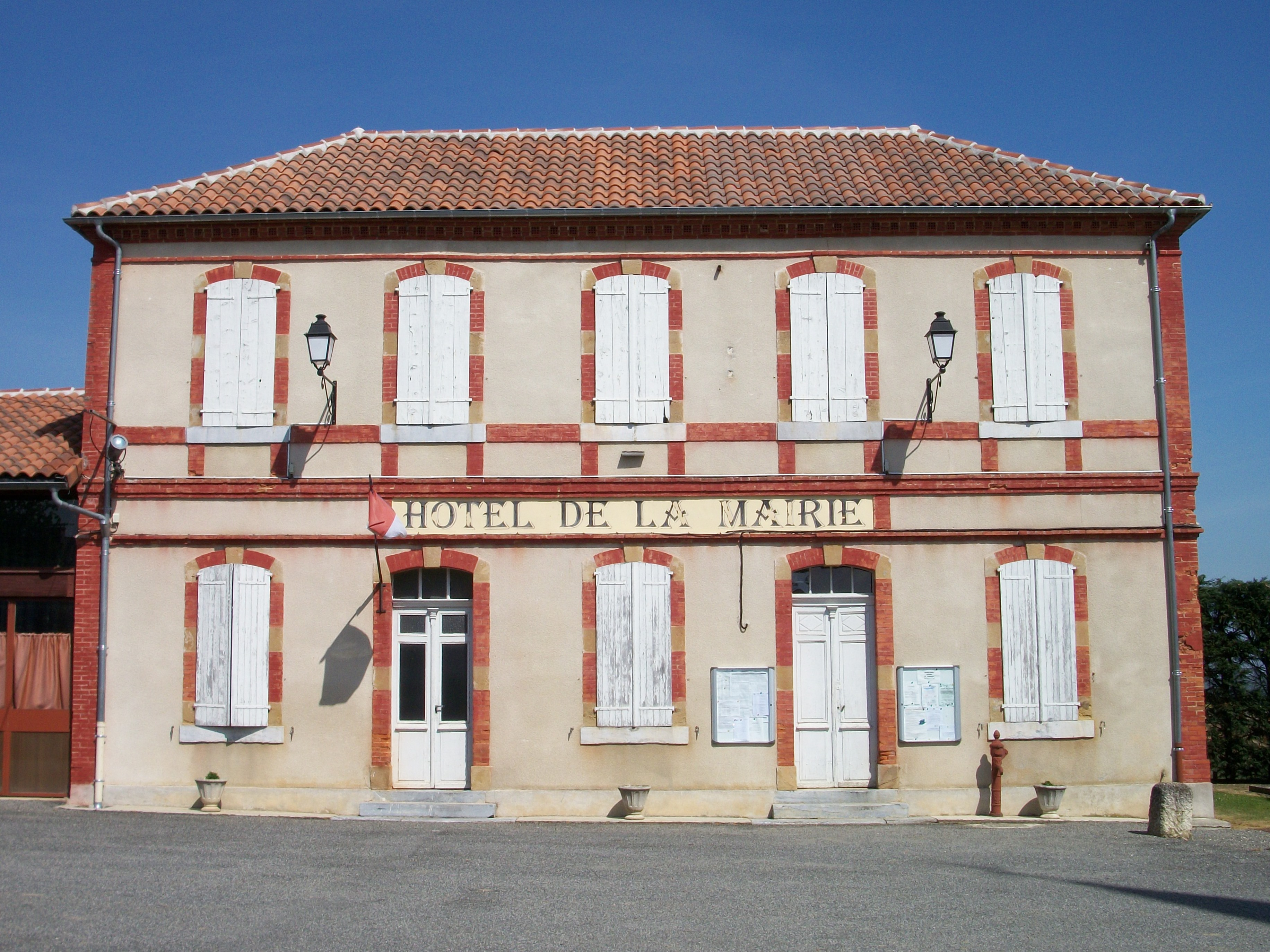
Мэрия
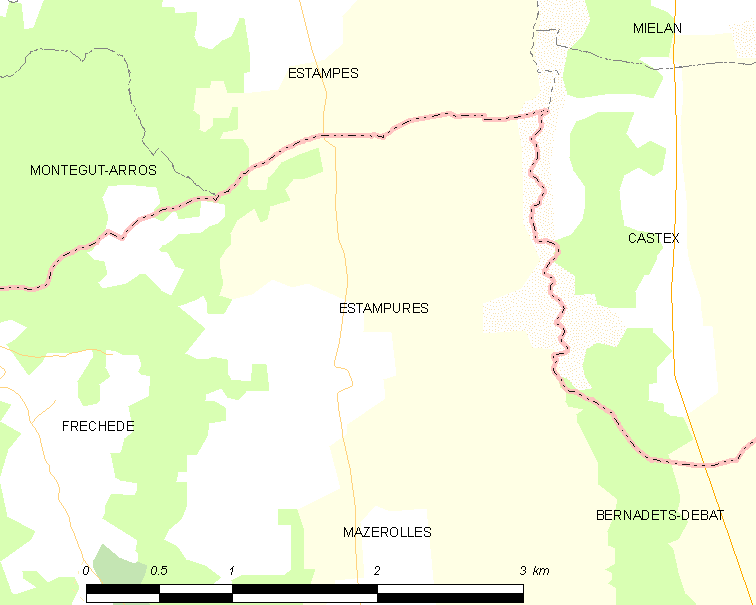
Карта коммуны